# Культура Кокуфу

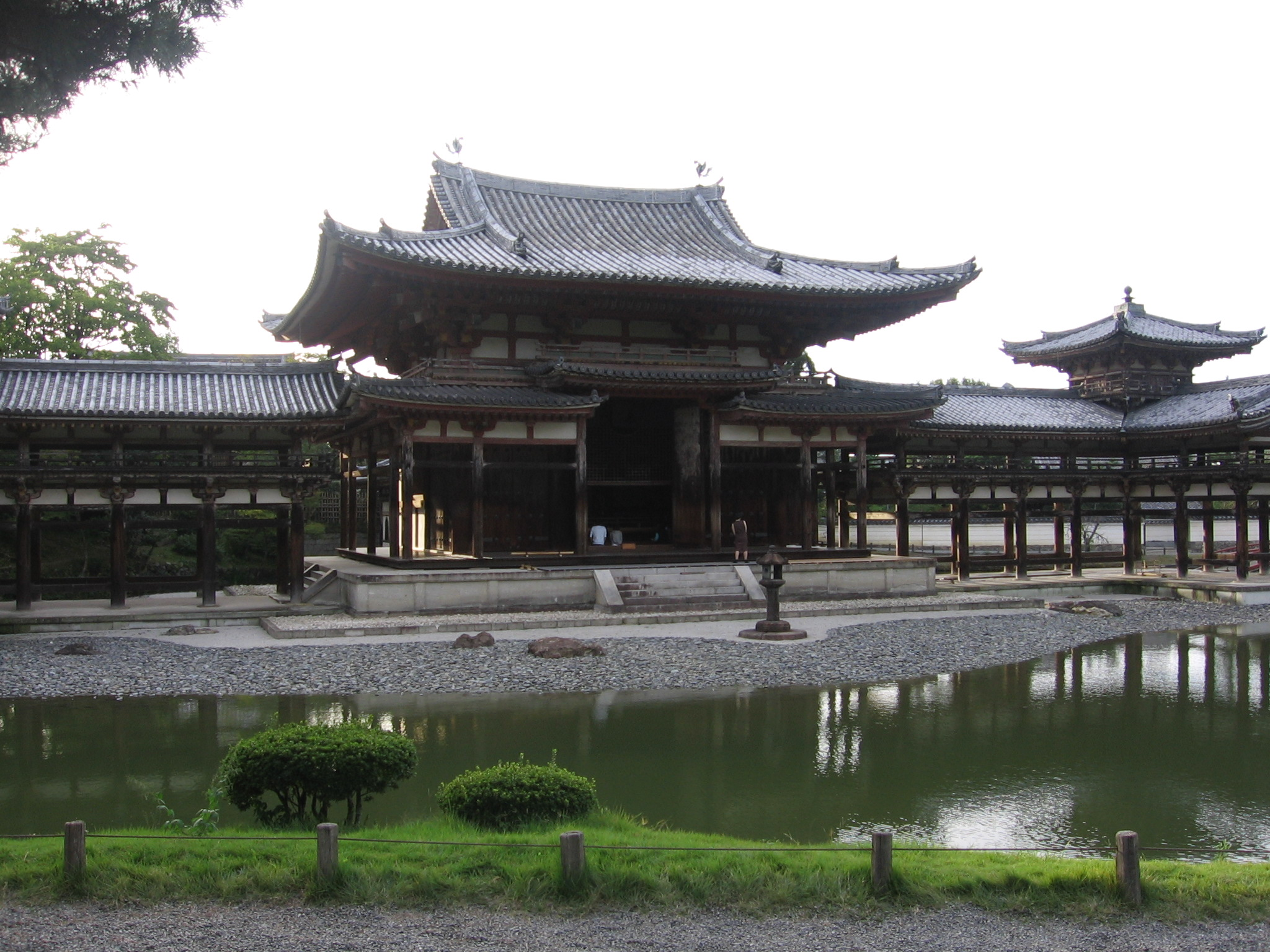
Зала Феніксів монастиря Бьодоїн — символ "Чистої Землі" амідаїзму.

Культура Кокуфу (яп. 国風文化, こくふうぶんか, «культура японського стилю») — термін, яким позначають японську культуру 10 — 11 століття. Відповідає періоду Хей'ан, добі злету і падіння аристократів з роду Фудзівара.
Названа для протиставлення китайській культурі династії Тан, що була панівною в Японії у періоди Асука і Нара.
Характерними рисами культури є:
- японізація усіх сфер культури через припинення міждержавних стосунків з Китаєм.
- поява нових течій буддизму, зокрема амідаїзму.
  - будівництво монастиря Бьодоїн
  - масове виготовлення буддистських статуй Аміди для столичних і регіональних монастирів.
- поширення есхатологічних мотивів у мистецтві.
- використання японської оригінальної абетки кана.
- бурхливий розвиток японської літератури і поезії.
  - поява жанру моноґатарі.
  - поява жіночої літератури.
    - Сей Сьонаґон: «Записки у подушки»
    - Мурасакі Сікібу: «Повість про Ґендзі»
- розвиток моди, поява оригінального японського одягу, формування ідеалу японської красуні.
- розвиток оригінального образотворчого мистецтва, поява стилю ямато-е.
- зародження самурайської культури.
  - затвердежння форми японського меча.
  - поява оригінального японського обладунку.